# Орден апостола Іоанна Богослова
Орден апостола Іоанна Богослова (Орден апостола і євангеліста Іоанна Богослова) — це загальноцерковний орден Української Православної Церкви (Московського Патріархату). Його встановлено для відзначення досягнень у сфері богослов'я
єпископату, духовенства, викладачів духовних шкіл та інших церковних навчальних закладів, богословів та катехизаторів, державних діячів, які сприяють розвитку богословської та місіонерської діяльності, а також всіх тих, хто працює на ниві
церковної освіти, відродження духовності та утвердження канонічного Православ'я.

## Статут

### Загальні положення
Орден апостола і євангеліста Іоанна Богослова встановлено для відзначення досягнень у сфері богослов'я
єпископату, духовенства, викладачів духовних шкіл та інших церковних навчальних закладів, богословів та катихізаторів, державних діячів, які сприяють розвитку богословської та місіонерської діяльності, а також всіх тих, хто працює на ниві
церковної освіти, відродження духовності та утвердження канонічного Православ'я.
Нагородження орденом здійснюється за благословенням Предстоятеля Української Православної Церкви.
Особі, нагородженій орденом, вручаються орден і грамота.
Нагородження вдруге, з врученням одного й того ж ордена одного й того ж ступеня, не проводиться.
Орденом нагороджуються громадяни України та іноземні громадяни.
Відзнака «Орден апостола Іоанна Богослова» має два ступені. Найвищим ступенем ордена є І ступінь.
Нагородження орденом проводиться послідовно, починаючи з II ступеня.

### Порядок представлення до нагородження
Нагородження проводиться за поданням правлячих архієреїв на ім'я Митрополита Київського та всієї України.
Вносити пропозиції про нагородження орденом можуть також органи законодавчої, виконавчої та судової влади.
Рішення про нагородження приймається Комісією з нагороджень.

### Порядок вручення
Вручення ордена проводиться в урочистій обстановці.
Орден, як правило, вручає Предстоятель Української Православної Церкви або, за його благословенням, єпархіальний архієрей.
Орден носять на шиї на орденській стрічці.
У випадку втрати (псування) ордена дублікат не видається.

## Вигляд
Орден І ступеня виготовляється з латуні та покривається позолотою (товщина покриття — 0,2 мк). Відзнака має
форму рівностороннього хреста, між сторонами якого виходить по сім променів. Сторони хреста залито блакитною емаллю
та оздоблено 32 стразами червоного кольору «під рубін» — по 8 на кожній стороні.
В центрі хреста — медальйон з рельєфним зображенням апостола і євангеліста Іоанна Богослова.
Зверху ордена розміщена корона з розгорнутою книгою.
Корона увінчана маленьким хрестиком.
Відзнака має орденську стрічку блакитного кольору.
Розмір ордена — 65×50 мм, діаметр медальйона — 28 мм.
Орден ІІ ступеня виготовляється з латуні та покривається сріблом з чорнінням (товщина покриття — 9 мк). Відзнака має
форму рівностороннього хреста, між сторонами якого виходить по сім променів. Сторони хреста залито блакитною емаллю та
оздоблено 32 стразами білого кольору — по 8 на кожній стороні.
В центрі хреста — медальйон з рельєфним зображенням апостола і євангеліста Іоанна Богослова. Зверху нагороди розміщена
корона з розгорнутою книгою.
Корона увінчана маленьким хрестиком.
Відзнака має орденську стрічку блакитного кольору.
Розмір ордена — 65×50 мм, діаметр медальйона — 28 мм.

## Кавалери
- Антоній (Паканич)
- Володимир (Мельник)
- пртр. Іоанн (Чупіль) — настоятель церкви св. ап. Іоанна Богослова в селі Гаврилівка Хмельницької області.

### Сайти
- Нагороди та титули Української Православної Церкви 2009